# Vysušil
Rybník Vysušil o výměře vodní plochy 1,7 ha se nalézá asi 1,2 km severovýchodně od centra obce Kosičky v okrese Hradec Králové u silnice III. třídy č. 32329 vedoucí z obce Kosičky do obce Babice. Rybník je využíván pro chov ryb.
Rybník Vysušil je spolu s okolními rybníky Vondránek, Svinče a Řepíček pozůstatkem bývalé rozsáhlé Chlumecké rybniční soustavy, která v době svého největšího rozkvětu čítala na 193 rybníků vybudovaných v průběhu 15. až 16. století v oblasti povodí řek Cidliny a Bystřice.

## Galerie

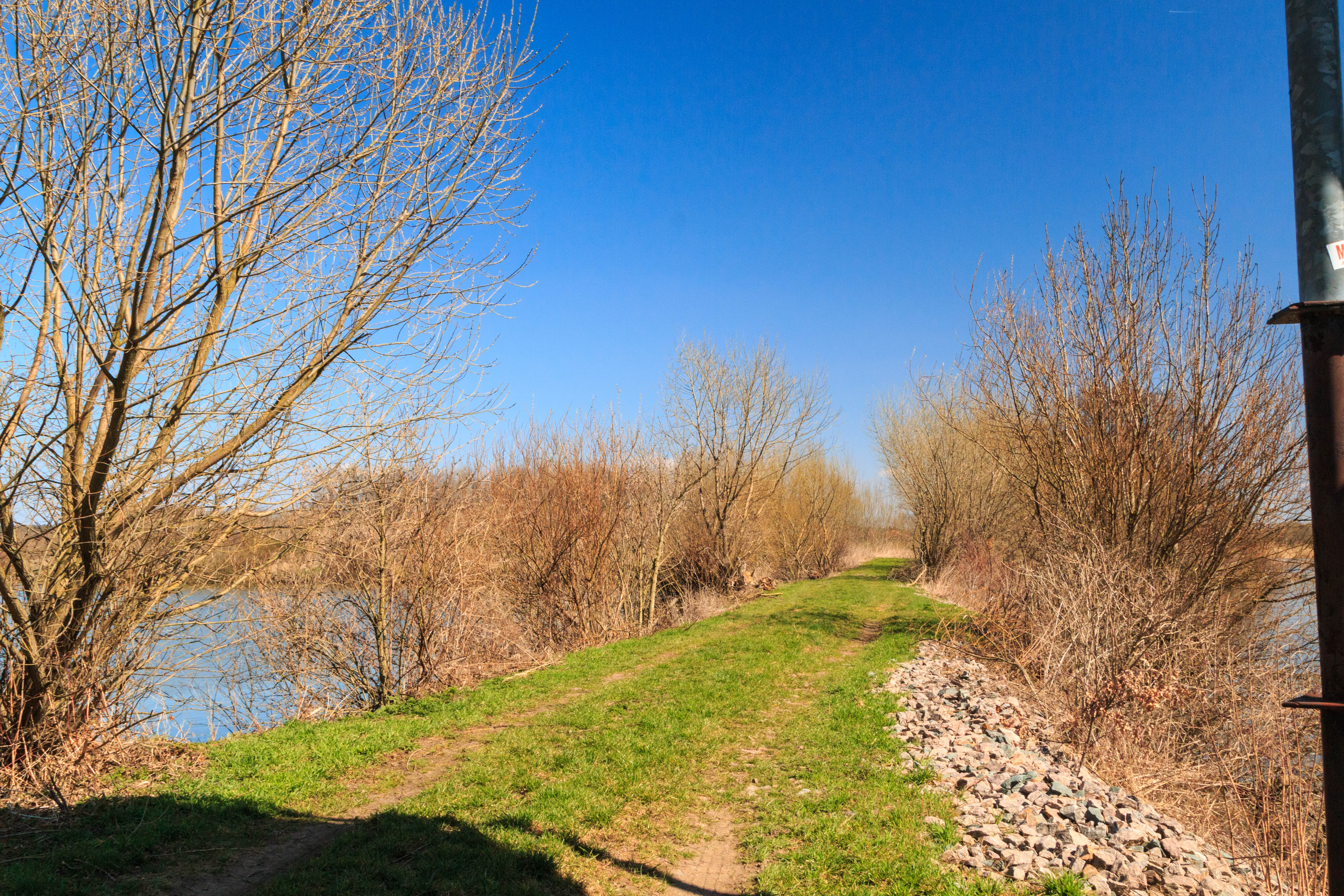
hráz rybníka Vysušil
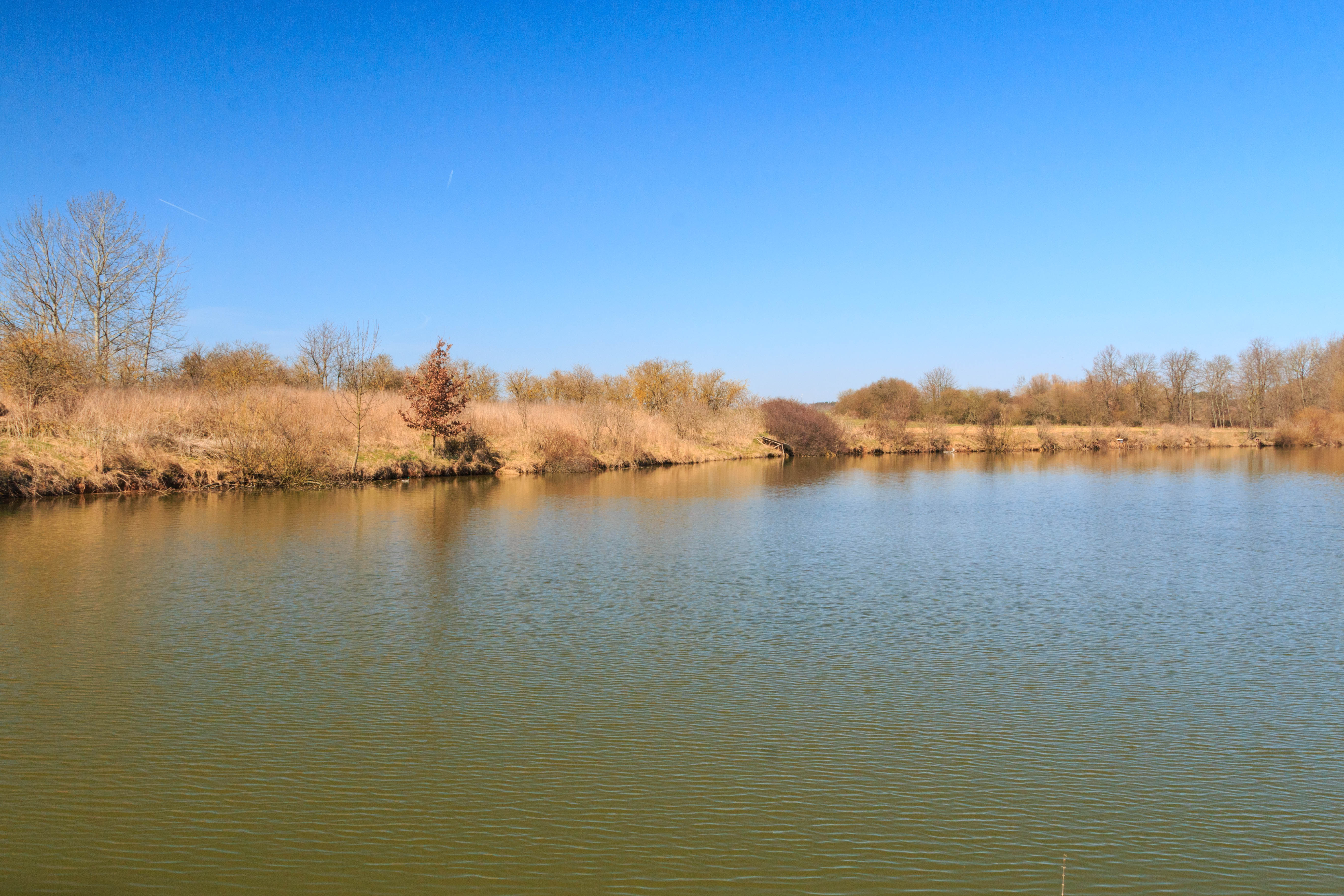
pohled na rybník Vysušil
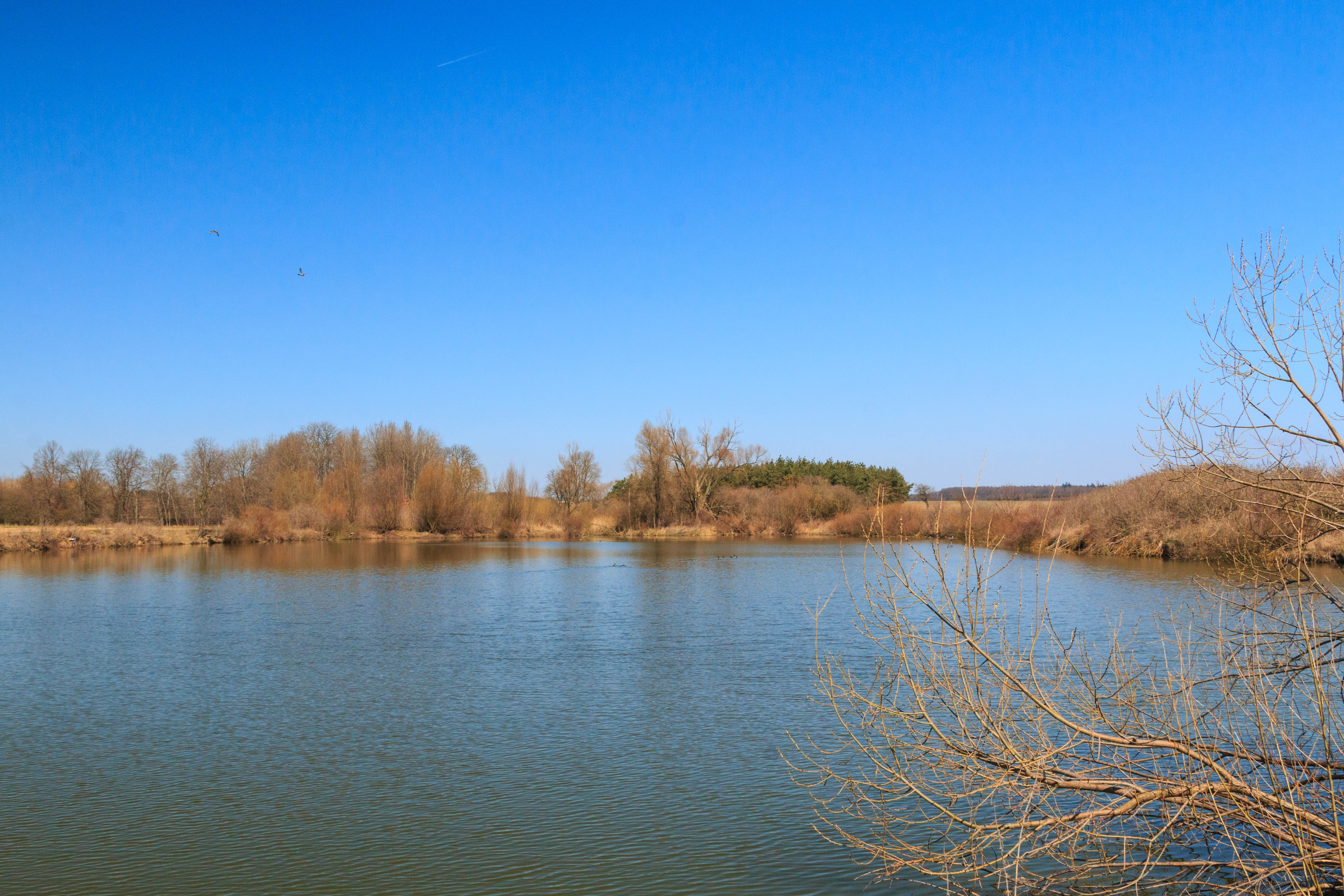
pohled na rybník Vysušil
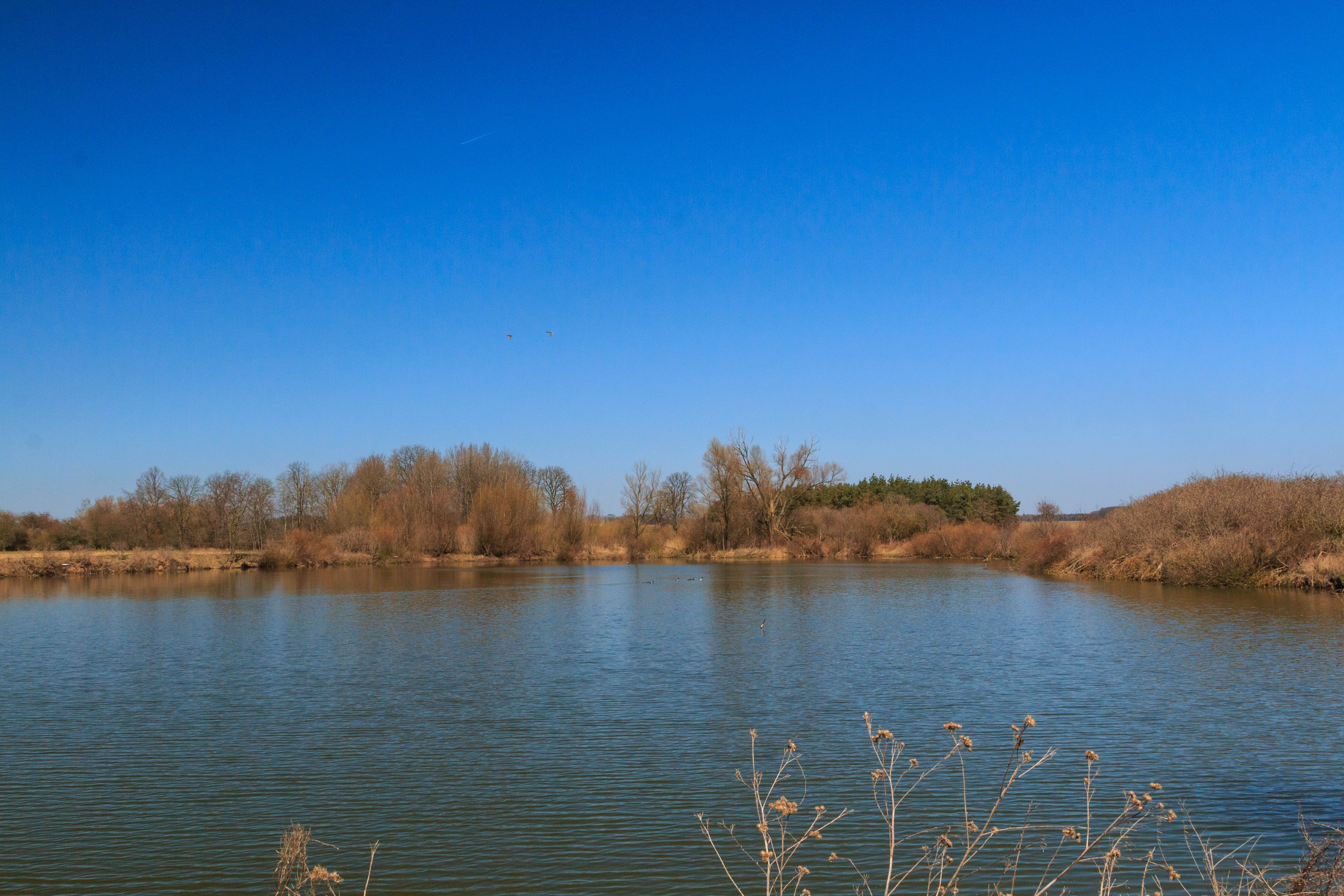
pohled na rybník Vysušil